# 원주 조엄 묘역
원주 조엄 묘역(原州 趙曮 墓域)은 대한민국 강원특별자치도 원주시 지정면에 있는 문익공 조엄(1719∼1777)의 묘역이다. 2000년 11월 18일 강원특별자치도의 기념물 제76호로 지정되었다.

## 개요
자는 명서, 호는 영호, 본관은 풍양으로, 상경의 아들로 태어난 그는 1751년 정시문과에 급제하여 벼슬길에 올라 이조판서를 지낼 때까지 청렴한 관리로서 항상 백성들 편에 서서 최선을 다한 인물이다.
관계에 있으면서도 문장에 뛰어나 해사록 등 저서를 남기고 있으며 경제가로서 세곡수송에 민폐를 덜어줌으로서 국고에 충실을 기하기도 했다.
1763년(영조 39) 통신사로 일본에 갔을 때 대마도에 둘러 고구마의 종자를 가져 왔으며, 그 보장법과 재배법을 익혀 최초로 고구마 재배를 실현 시킴으로써 흉년이 들었을 때 백성들을 구황하는데 큰 업적을 남긴 인물이다.
묘역 인근에 조엄을 기리기 위한 조엄 기록관이 건설되었다.

## 같이 보기
- 강필리
- 이광려
- 조엄 (조선)

## 참고 자료
- 원주조엄묘역 - 국가유산청 국가유산포털